# Thomas Hopfer
Thomas Hopfer (* 20. April 1990) ist ein ehemaliger österreichischer Fußballspieler.

## Karriere
Hopfer machte als Siebenjähriger beim unterklassigen SV Andritz seine ersten fußballerischen Gehversuche. Bereits ein Jahr später wechselte er in die Nachwuchsabteilung des Bundesligisten SK Sturm Graz, wo er seine Grundausbildung erhielt. Im Juni 2004 wechselte Hopfer in das Bundesnachwuchszentrum des Grazer AK.
Dort wurden auch die Scouts des ÖFB auf Hopfer aufmerksam. Am 11. Oktober 2008 bestritt er sein erstes U-19-Länderspiel gegen die Alterskollegen aus Mazedonien. Diesem folgten bis Mai 2009 weitere U-19-Länderspiele gegen Island (3:0), Belgien (2:0), Ungarn (3:2), Serbien (0:3) und Finnland (0:2). In der Saison 2009/10 wurde Hopfer in die österreichische U-20-Nationalmannschaft übernommen, für die er fünf Spiele bestritt.
Aber nicht nur bei den Scouts konnte sich der 177 Zentimeter große, defensive Mittelfeldspieler einen Namen machen, auch beim Grazer AK konnte er bereits in der Saison 2007/08 in der Kampfmannschaft, die in der Regionalliga Mitte (dritte Leistungsstufe) spielte, Fuß fassen und insgesamt 15 Spiele bestreiten. Seinen ersten Einsatz im Erwachsenenbereich hatte er am 31. August 2007, als er im Auswärtsspiel beim FC Vöcklabruck in der 75. Minute für Avan Mohiden eingewechselt wurde. In der Saison 2008/09 bestritt Hopfer acht Spiele für den Grazer AK, ehe er am 30. Jänner 2009 zum FC Admira Wacker Mödling wechselte, für den er in weiteren neun Spielen in der Regionalliga Ost zum Einsatz kam. In der Saison 2009/10 kam er unter Trainer Dietmar Kühbauer in weiteren zwölf Spielen in der zweiten Mannschaft zum Einsatz, ehe er am 28. November 2009 unter Trainer Walter Schachner beim 0:0-Auswärtsremis beim SCR Altach sein Debüt in der Profimannschaft der Ersten Liga geben durfte. Hopfer wurde in der 78. Spielminute für Christoph Mattes eingewechselt.
Am 1. Februar 2010 wechselte Hopfer vorerst leihweise zum Ligakonkurrenten TSV Hartberg, wo er sofort zum Stammspieler avancierte und in 14 Spielen zum Einsatz kam. Nachdem er damit zum Klassenerhalt in der Ersten Liga beigetragen hatte, wurde er sein Leihvertrag um ein Jahr verlängert.
Am 13. Mai 2010 sorgte ein vermeintliches Spielverbot von Hopfer gegen seinen Stammverein für Aufregung. Kurz vor dem Duell wurde er von der im Titelkampf befindlichen Admira informiert, dass er in der Folgesaison wieder zurückgeholt werde. Daraufhin wurde der zuvor stark aufspielende Hopfer aus dem Kader für das Spiel gestrichen. Es folgten Spekulationen über ein vermeintliches Spielverbot, welches jedoch beide Vereine dementierten. Hopfer gab daraufhin bekannt, dass seine nicht Nominierung gemeinsam mit dem Trainer aufgrund der schwierigen Situation beschlossen wurde.